# Ołeksandr Batiszczew
Ołeksandr Wołodymyrowycz Batiszczew, ukr. Олександр Володимирович Батіщев (ur. 14 września 1991 w Rubiżnem, w obwodzie ługańskim) – ukraiński piłkarz, grający na pozycji pomocnika.

## Kariera piłkarska
Wychowanek klubu Stal Ałczewsk oraz Internatu Sportowego w Ługańsku, barwy których bronił w juniorskich mistrzostwach Ukrainy (DJuFL). W 2009 rozpoczął karierę piłkarską w Zorii Ługańsk. W sezonie 2010/11 występował w składzie młodzieżowej drużyny Szachtara Donieck. Na początku 2013 został wypożyczony do PFK Sumy, a latem 2013 roku do Stali Ałczewsk. Latem 2014 wyjechał do Białorusi, gdzie podpisał kontrakt z klubem Biełszyna Bobrujsk. W marcu 2016 przeniósł się do Krumkaczy. 9 lipca 2017 przeszedł do FK Homel. 10 stycznia 2019 zmienił klub na Tarpieda Mińsk. 19 lipca przeniósł się do Dniapra Mohylew.

## Sukcesy i odznaczenia

### Sukcesy piłkarskie
Szachtar Donieck
- mistrz Młodzieżowych Mistrzostw Ukrainy:  2010/11